# Robert Hilton (MP do séc. XV)
Sir Robert Hilton (morreu c. 1431), de Swine e Winestead em Holderness, Yorkshire, foi um membro do Parlamento inglês por Lincolnshire em março de 1416 e por Yorkshire em 1419, 1425, 1426 e 1427.